# Joselu (football, 1990)
Pour les articles homonymes, voir Joselu.
Mato  Sanmartín est un nom espagnol. Le premier nom de famille, en général paternel, est Mato ; le second, en général maternel, souvent omis, est Sanmartín.
José Luis Mato Sanmartín, surnommé Joselu, né le 27 mars 1990 à Stuttgart en Allemagne, est un footballeur international espagnol qui évolue au poste d'avant-centre à Al-Gharafa SC.

## Biographie
Joselu naît à Stuttgart en Allemagne, le 27 mars 1990. Il suit sa scolarité dans son pays natal pendant quatre années avant de venir en Espagne avec sa famille, notamment ses deux grandes sœurs.

### En club
Joselu joue ses premiers matchs en carrière professionnelle sous les couleurs du club local du Celta de Vigo, alors en deuxième division, à la fin de la saison 2008-2009.
À la fin de l'été 2009, il est acheté par le Real Madrid et est directement prêté à son ancien club pour la saison suivante. Il est régulièrement utilisé lors de cette saison en deuxième division mais ne trouve le chemin des filets qu'à 4 reprises alors que son équipe termine à la 12e place. Lors de la saison 2010-2011, le Real Madrid décide de l'intégrer à sa seconde équipe, le Real Madrid Castilla, qui joue en troisième division. Il termine la saison co-meilleur buteur de l'équipe avec Álvaro Morata.
Pour la dernière journée de Liga, l'entraîneur José Mourinho décide de l'intégrer à l'effectif de l'équipe première pour un match face à Almería à Santiago Bernabéu. Il entre en jeu pour les dix dernières minutes en remplacement de Karim Benzema et ne tarde pas à se mettre en valeur en inscrivant le huitième et dernier but de son équipe sur un service de Cristiano Ronaldo (8-1).
Durant l'été 2011, lors du stage de pré-saison du Real Madrid, il est intégré par Mourinho dans l'effectif amené à disputer divers matches amicaux à travers le monde. Le 16 juillet 2011, il fait sa deuxième apparition sous le maillot du Real en débutant comme titulaire lors d'un match amical face au Los Angeles Galaxy. Il y inscrit le deuxième but de son équipe (4-1).
Le 20 décembre 2011, Joselu marque son deuxième but en match officiel avec le Real Madrid en marquant le quatrième but face à Ponferradina (5-1) en Coupe du Roi.
Le 16 juin 2015, après une saison à Hanovre 96, Joselu rejoint le club anglais de Stoke City,.
Après plusieurs mois de rumeurs, Joselu, libre avec son contrat prenant fin à Alavés, signe au RCD Espanyol pour trois ans le 27 juin 2022,. Au terme de sa première saison dans ce club, il est le troisième meilleur buteur du championnat avec 16 buts mais ne peut empêcher la relégation de son club en deuxième division.
En 2023-2024, il est prêté au Real Madrid. Son arrivée au Real suscite quelques critiques car il arrive au club après le départ de Karim Benzema, tout le monde s’attendait donc à ce que le Real recrute un numéro 9 phare pour remplacer Benzema mais finalement Florentino Perez fait le choix de recruter Joselu comme seul vrai 9 au sein de l’effectif. Ancelotti s’adaptera en évoluant avec Vinicius et Rodrygo en attaque avec l’arrivée de Bellingham en tant que milieu offensif sur l’échiquier madrilène. Rapidement, Joselu fait taire les critiques en inscrivant plusieurs buts et en se montrant décisif lors de ses montées au jeu dans un style de pivot. Le point culminant de sa saison est sans aucun doute son doublé en demi-finale retour de Champions League contre le Bayern Munich : alors que les Merengue sont menés 0-1, Joselu rentre en jeu et inscrit deux buts qui permettent à son équipe de l’emporter 2-1 et de se qualifier pour la finale de la Ligue des Champions.
L'année suivante, malgré la volonté des dirigeants de le conserver, Joselu refuse la proposition du club madrilène, découragé par les arrivées de Kylian Mbappé et Endrick qu'il estime menacer directement son temps de jeu. Il choisit de rejoindre le club qatari d'Al-Gharafa pour un montant de transfert estimé à 1,5 millions d'euros. Il y remporte la Coupe du Qatar en 2024.

### En équipe nationale
Sélectionné pour la phase finale de la Ligue des nations 2022-2023, il inscrit en demi-finale le but décisif permettant la qualification de l'Espagne en finale au détriment de l'Italie (2-1). Il entre en jeu lors de la finale qui se conclut par des tirs au but et une victoire espagnole lors de celle-ci. Joselu est un des frappeurs espagnols et réussit sa tentative.
En mai 2024, il figure dans une liste élargie de 29 joueurs appelés par Luis de la Fuente pour l'Euro 2024 puis il fait partie de la liste définitive de 26 joueurs publiée le 7 juin,.

## Statistiques
| Saison                | Club                        | Championnat           | Championnat | Championnat | Championnat | Coupe nationale | Coupe nationale | Coupe nationale | Coupe de la Ligue | Coupe de la Ligue | Coupe de la Ligue | Supercoupe | Supercoupe | Supercoupe | Compétition(s) continentale(s) | Compétition(s) continentale(s) | Compétition(s) continentale(s) | Compétition(s) continentale(s) | Autres compétitions | Autres compétitions | Autres compétitions | Autres compétitions | Espagne | Espagne | Espagne | Total | Total | Total |
| Saison                | Club                        | Division              | M.          | B.          | P.d.        | M.              | B.              | P.d.            | M.                | B.                | P.d.              | M.         | B.         | P.d.       | Comp.                          | M.                             | B.                             | P.d.                           | Comp.               | M.                  | B.                  | P.d.                | M.      | B.      | P.d.    | M.    | B.    | P.d.  |
| 2008-2009             | Celta de Vigo B             | Segunda División B    | 21          | 3           | -           | -               | -               | -               | -                 | -                 | -                 | -          | -          | -          | -                              | -                              | -                              | -                              | -                   | -                   | -                   | -                   | -       | -       | -       | 21    | 3     | 0     |
| 2008-2009             | Celta de Vigo               | Liga Adelante         | 2           | 0           | 0           | -               | -               | -               | -                 | -                 | -                 | -          | -          | -          | -                              | -                              | -                              | -                              | -                   | -                   | -                   | -                   | -       | -       | -       | 2     | 0     | 0     |
| 2009-2010             | Celta de Vigo (prêt)        | Liga Adelante         | 24          | 4           | 2           | 4               | 0               | 0               | -                 | -                 | -                 | -          | -          | -          | -                              | -                              | -                              | -                              | -                   | -                   | -                   | -                   | -       | -       | -       | 28    | 4     | 2     |
| Sous-total            | Sous-total                  | Sous-total            | 26          | 4           | 2           | 4               | 0               | 0               | -                 | -                 | -                 | -          | -          | -          | -                              | -                              | -                              | -                              | -                   | -                   | -                   | -                   | -       | -       | -       | 30    | 4     | 2     |
| 2010-2011             | Real Madrid B               | Segunda División B    | 34          | 14          | 3           | -               | -               | -               | -                 | -                 | -                 | -          | -          | -          | -                              | -                              | -                              | -                              | Barrages            | 2                   | 0                   | 0                   | -       | -       | -       | 36    | 14    | 3     |
| 2011-2012             | Real Madrid B               | Segunda División B    | 33          | 19          | 2           | -               | -               | -               | -                 | -                 | -                 | -          | -          | -          | -                              | -                              | -                              | -                              | Barrages            | 4                   | 7                   | 2                   | -       | -       | -       | 37    | 26    | 4     |
| Sous-total            | Sous-total                  | Sous-total            | 67          | 33          | 5           | -               | -               | -               | -                 | -                 | -                 | -          | -          | -          | -                              | -                              | -                              | -                              | -                   | 6                   | 7                   | 2                   | -       | -       | -       | 73    | 40    | 7     |
| 2010-2011             | Real Madrid                 | Liga                  | 1           | 1           | 0           | 0               | 0               | 0               | -                 | -                 | -                 | -          | -          | -          | -                              | -                              | -                              | -                              | -                   | -                   | -                   | -                   | -       | -       | -       | 1     | 1     | 0     |
| 2011-2012             | Real Madrid                 | Liga                  | 0           | 0           | 0           | 1               | 1               | 0               | -                 | -                 | -                 | -          | -          | -          | -                              | -                              | -                              | -                              | -                   | -                   | -                   | -                   | -       | -       | -       | 1     | 1     | 0     |
| Sous-total            | Sous-total                  | Sous-total            | 1           | 1           | 0           | 1               | 1               | 0               | -                 | -                 | -                 | -          | -          | -          | -                              | -                              | -                              | -                              | -                   | -                   | -                   | -                   | -       | -       | -       | 2     | 2     | 0     |
| 2012-2013             | TSG Hoffenheim              | Bundeliga             | 25          | 5           | 3           | 0               | 0               | 0               | -                 | -                 | -                 | -          | -          | -          | -                              | -                              | -                              | -                              | -                   | -                   | -                   | -                   | -       | -       | -       | 25    | 5     | 3     |
| 2013-2014             | Francfort (prêt)            | Bundeliga             | 24          | 9           | 1           | 2               | 4               | 0               | -                 | -                 | -                 | -          | -          | -          | C3                             | 7                              | 1                              | 1                              | -                   | -                   | -                   | -                   | -       | -       | -       | 33    | 14    | 2     |
| 2014-2015             | Hanovre 96                  | Bundeliga             | 30          | 8           | 3           | 2               | 2               | 0               | -                 | -                 | -                 | -          | -          | -          | -                              | -                              | -                              | -                              | -                   | -                   | -                   | -                   | -       | -       | -       | 32    | 10    | 3     |
| 2015-2016             | Stoke City                  | Premier League        | 22          | 4           | 1           | 2               | 0               | 1               | 3                 | 0                 | 1                 | -          | -          | -          | -                              | -                              | -                              | -                              | -                   | -                   | -                   | -                   | -       | -       | -       | 27    | 4     | 3     |
| 2016-2017             | Deportivo La Corogne (prêt) | Liga                  | 20          | 5           | 1           | 4               | 1               | 0               | -                 | -                 | -                 | -          | -          | -          | -                              | -                              | -                              | -                              | -                   | -                   | -                   | -                   | -       | -       | -       | 24    | 6     | 1     |
| 2017-2018             | Newcastle United            | Premier League        | 30          | 4           | 1           | 1               | 0               | 0               | 1                 | 0                 | 0                 | -          | -          | -          | -                              | -                              | -                              | -                              | -                   | -                   | -                   | -                   | -       | -       | -       | 32    | 4     | 1     |
| 2018-2019             | Newcastle United            | Premier League        | 16          | 2           | 0           | 3               | 1               | 1               | 1                 | 0                 | 0                 | -          | -          | -          | -                              | -                              | -                              | -                              | -                   | -                   | -                   | -                   | -       | -       | -       | 20    | 3     | 1     |
| Sous-total            | Sous-total                  | Sous-total            | 46          | 6           | 1           | 4               | 1               | 1               | 2                 | 0                 | 0                 | -          | -          | -          | -                              | -                              | -                              | -                              | -                   | -                   | -                   | -                   | -       | -       | -       | 52    | 7     | 2     |
| 2019-2020             | Deportivo Alavés            | Liga                  | 36          | 11          | 2           | 1               | 0               | 0               | -                 | -                 | -                 | -          | -          | -          | -                              | -                              | -                              | -                              | -                   | -                   | -                   | -                   | -       | -       | -       | 37    | 11    | 2     |
| 2020-2021             | Deportivo Alavés            | Liga                  | 37          | 11          | 3           | 1               | 0               | 0               | -                 | -                 | -                 | -          | -          | -          | -                              | -                              | -                              | -                              | -                   | -                   | -                   | -                   | -       | -       | -       | 38    | 11    | 3     |
| 2021-2022             | Deportivo Alavés            | Liga                  | 37          | 14          | 4           | 1               | 0               | 0               | -                 | -                 | -                 | -          | -          | -          | -                              | -                              | -                              | -                              | -                   | -                   | -                   | -                   | -       | -       | -       | 38    | 14    | 4     |
| Sous-total            | Sous-total                  | Sous-total            | 110         | 36          | 9           | 3               | 0               | 0               | -                 | -                 | -                 | -          | -          | -          | -                              | -                              | -                              | -                              | -                   | -                   | -                   | -                   | -       | -       | -       | 113   | 36    | 9     |
| 2022-2023             | RCD Espanyol                | Liga                  | 34          | 16          | 2           | 4               | 1               | 1               | -                 | -                 | -                 | -          | -          | -          | -                              | -                              | -                              | -                              | -                   | -                   | -                   | -                   | 4       | 3       | 0       | 42    | 20    | 3     |
| 2023-2024             | Real Madrid (prêt)          | Liga                  | 34          | 10          | 2           | 2               | 2               | 0               | -                 | -                 | -                 | 2          | 1          | 1          | C1                             | 11                             | 5                              | 0                              | -                   | -                   | -                   | -                   | 9       | 2       | 2       | 58    | 20    | 5     |
| 2024-2025             | Al-Gharafa                  | Qatar Stars League    | 21          | 10          | 3           | 4               | 4               | 0               | 1                 | 0                 | 0                 | -          | -          | -          | C1                             | 8                              | 4                              | 0                              | Qualification C1    | 1                   | 0                   | 0                   | 4       | 1       | 1       | 39    | 19    | 4     |
| Total sur la carrière | Total sur la carrière       | Total sur la carrière | 481         | 150         | 33          | 32              | 16              | 3               | 6                 | 0                 | 1                 | 2          | 1          | 1          | -                              | 26                             | 14                             | 1                              | -                   | 7                   | 7                   | 2                   | 15      | 6       | 3       | 569   | 194   | 44    |

## Palmarès

### En club
Au Real Madrid, Joselu remporte son premier trophée en club après la victoire en Supercoupe d'Espagne 2023-2024 aux dépens du FC Barcelone, remporte le championnat d'Espagne. Joselu étant un acteur majeur de la qualification du Real Madrid en finale de la Ligue des Champions 2023-2024 se voit remporter la coupe aux grandes oreilles après une belle finale face au BVB.
Il remporte son premier championnat national avec le Real Madrid le 4 mai 2024, après une victoire contre Cadix, lors de laquelle il inscrit un but.
Il remporte la Coupe du Qatar dès sa première saison avec Al-Gharafa.
| Real Madrid (3) | Al-Gharafa (1)                             |
| --- | ------------------------------------------ |
| - Ligue des champions de l'UEFA (1) : - Vainqueur : 2024. - Championnat d'Espagne (1) : - Champion : 2024 - Supercoupe d'Espagne (1) : - Vainqueur : 2024. | - Coupe du Qatar (1) : - Vainqueur : 2025. |

### En sélection
Avec la sélection espagnole, Joselu est lauréat de la Ligue des nations en 2023 puis remporte également L’Euro 2024.
| Équipe d'Espagne (1)                                                          |
| ----------------------------------------------------------------------------- |
| - Euro (1) : - Vainqueur : 2024. - Ligue des nations (1) : - Vainqueur : 2023 |